# Karel Hromádka
Karel Hromádka, češki hokejist, * 23. maj 1905, Češka, † 27. november 1978, Tallahassee, ZDA.
Hromádka je za češkoslovaško reprezentanco nastopil na dveh olimpijskih igrah, več svetovnih prvenstvih, kjer je bil dobitnik ene bronaste medalje, in več evropskih prvenstvih, kjer je bil dobitnik ene zlate medalje.
Leta 2010 je bil sprejet v Češki hokejski hram slavnih.